# Octobre (film, 1994)
 (mai 2016).
Si vous disposez d'ouvrages ou d'articles de référence ou si vous connaissez des sites web de qualité traitant du thème abordé ici, merci de compléter l'article en donnant les références utiles à sa vérifiabilité et en les liant à la section « Notes et références ».
Pour les articles homonymes, voir Octobre (homonymie).
Pour plus de détails, voir Fiche technique et Distribution.
Octobre est un film québécois réalisé par Pierre Falardeau, sorti le 30 septembre 1994. Pierre Falardeau scénarise ce film à partir du livre Pour en finir avec Octobre de Francis Simard, ancien felquiste.

## Synopsis
En plein cœur de la crise d'Octobre de 1970, les quatre felquistes de la cellule Chénier enlèvent le ministre du Travail et de l'Immigration Pierre Laporte, afin de forcer le gouvernement à négocier la libération des prisonniers politiques du FLQ. Pendant une semaine, heure après heure, jour après jour, les quatre hommes de la maison de la rue Armstrong écrivent l'histoire et changeront à jamais le visage politique du Québec et la portée du mouvement souverainiste québécois, autant sur la scène nationale qu'internationale. On vit avec les cinq hommes qui, acculés au mur par le pouvoir, piégés par l'implacable logique des événements, emportés par le poids des choses, l'un après l'autre, affrontent leur destin. À l'issue d'une semaine de séquestration, le destin se jouera pour le ministre et les felquistes. Une fin tant tragique qu'héroïque. Une mort nécessaire et injustifiable... En effet, la police retrouve le corps du ministre dans le coffre arrière d'une automobile. Que s'est-il passé ?

## Comparaison entreLes Ordresde Michel Brault etOctobrede Pierre Falardeau
Dans la catégorie film marquant portant sur la crise d'Octobre, Les Ordres de Michel Brault et Octobre de Pierre Falardeau ont une place de choix[réf. nécessaire]. Le premier, réalisé quatre ans après les évènements, se consacre davantage sur les répercussions de la Loi sur les mesures de guerre, et plus précisément sur les arrestations arbitraires qui en découlent. Le second, réalisé 24 ans après les évènements, porte quant à lui sur l'enlèvement du ministre Pierre Laporte par la cellule Chénier. Il s'agit donc de films portant sur la même trame de fond, mais dont l'angle de réalisation est complètement différent. Le choix de Michel Brault de consacrer son film sur la Loi sur les mesures de guerre n'est pas un hasard. Au moment de la réalisation du film, la frustration de la population découlant des évènements d'octobre 1970 est encore palpable, et ce, en raison de l'atteinte flagrante aux libertés individuelles des citoyens. Brault choisit de s'en prendre à cette loi et à la réaction du gouvernement de Pierre Elliott Trudeau de faire fi des droits et libertés des citoyens, au nom de la sécurité publique. Le message véhiculé par Michel Brault est clair, et il n'a pas pour but de s'attaquer aux actions du Front de libération du Québec, mais plutôt aux répercussions de la réaction gouvernementale sur les citoyens. D'ailleurs, il explique lui-même qu'il « n'a pas voulu faire un film sur la crise d'octobre, mais plutôt sur l'humiliation. » Dans Octobre de Pierre Falardeau, c'est plutôt l'enlèvement de Pierre Laporte et l'évolution psychologique des quatre ravisseurs qui est le sujet central. Cependant, Falardeau refuse de sombrer dans les accusations et de faire le procès des ravisseurs. Il choisit plutôt de tourner le film du point de vue de ceux-ci en analysant l'évolution des évènements d'octobre 1970 de l'intérieur de la cellule, tel que vécu par les quatre ravisseurs, une première en la matière. Au niveau communicationnel, la population prend connaissance pour la première fois d'un point de vue jusqu'ici jamais exposé. L'étroite collaboration de Pierre Falardeau avec l'ancien felquiste Francis Simard avait pour but de crédibiliser la démarche du réalisateur, soit celle de retracer l'évolution psychologique des personnages, aspect central de son film.

## Le message véhiculé par le réalisateur
Falardeau, sans juger du bienfondé des revendications des ravisseurs, met l'accent sur le message du FLQ et sur le véhicule choisit par ses membres pour faire entendre leurs revendications. D'ailleurs, le réalisateur ne nomme jamais les membres de la cellule Chénier par leurs noms. Cette spécificité de l'œuvre de Falardeau témoigne de son désir de mettre de côté la notion historique des évènements, et de se concentrer sur l'aspect communicationnel, pour permettre aux téléspectateurs de vivre la crise avec les ravisseurs, et de faire partie intégrante des aléas psychologiques des personnages. Il s'agit d'une première en la matière ; un film portant sur les motivations ayant poussé les membres du Front de libération du Québec à enlever le « ministre du chômage et de l'assimilation ». Pierre Falardeau, reconnu pour sa position assumée sur l'indépendance du Québec, s'assure néanmoins de ne pas faire l'apologie des ravisseurs, se contentant plutôt de permettre au public d'avoir une meilleure compréhension de ce qui animait les membres de la cellule Chénier. Encore une fois, ce choix du réalisateur s'explique par sa volonté de concentrer le message sur les motivations du groupe et non sur le dénouement de l'histoire, déjà connu de la population. 

## Fiche technique
- Titre : Octobre
- Réalisation : Pierre Falardeau
- Scénario : Pierre Falardeau
- Musique : Richard Grégoire
- Direction artistique : Jean-Baptiste Tard
- Décors : Mary-Lynn Deachman, Diane Gauthier
- Costumes : Michèle Hamel
- Coiffure : Constant Natale
- Maquillage : Diane Simard
- Photographie : Alain Dostie
- Son : Jacques Drouin, Michel Arcand, Hans Peter Strobl
- Montage : Michel Arcand
- Production : Marc Daigle et Bernadette Payeur
- Société de production : Association coopérative de productions audio-visuelles (ACPAV)
- Sociétés de distribution : Lionsgate Films Christal Films
- Budget : 2,2 millions de dollars[4]
- Pays d'origine :  Canada
- Langue originale : français
- Format : couleur 35 mm
- Genre : drame
- Durée : 97 minutes
- Dates de sortie :
  - Canada : 30 septembre 1994  (sortie en salle au Québec)
  - France : 20 mars 1996

## Distribution
- Luc Picard : un felquiste de la cellule Chénier
- Hugo Dubé : un felquiste de la cellule Chénier (Gros)
- Pierre Rivard : un felquiste de la cellule Chénier (Âgé de 19 ans)
- Denis Trudel : un felquiste de la cellule Chénier
- Serge Houde : le ministre Pierre Laporte
- Julie Castonguay : Louise
- Raymond Leriche : Marcel
- Gilles Marsolais : Henri
- Denise Gagnon : serveuse
- Yves Trudel : Ti-Casse
- Jules Falardeau : Jules
- Jean Falardeau : le livreur de B.B.Q.
- Hugolin Chevrette-Landesque : neveu de Laporte
- Francis Reddy : un annonceur radio (voix)
- Benoît Rousseau : un annonceur radio (voix)

## Prix et distinctions
- 1994 : prix L.-E.-Ouimet-Molson

## Débat politique engendré par le film
Octobre ne fait pas exception à la règle. Avant sa sortie officielle en 1994, le film se retrouve entre les mains du sénateur libéral Philippe Gigantès. Ce dernier, proche des politiciens en place lors de la crise d'Octobre, obtient copie du scénario de Falardeau de façon illégitime. Le projet de scénario avait été soumis auprès de Téléfilm Canada, organe indépendant financé par le gouvernement fédéral. Or, Gigantès a obtenu de Téléfilm Canada la copie de ce scénario et demandait maintenant au gouvernement de ne pas financer un tel projet. Gigantès jugeait le film comme étant trop critique envers le gouvernement de Pierre Elliot Trudeau.Pour la première fois, Pierre Falardeau est confronté à la censure, qu'il dénonce aussitôt. Après avoir essuyé plusieurs refus de financement par les institutions publiques et malgré la pression exercée par le sénateur Gigantès, Falardeau réalise tout de même son film avec un budget plus modeste que prévu.

## Collaboration entre Pierre Falardeau et Francis Simard
Lors de son séjour en prison, Francis Simard, ancien felquiste et membre de la cellule Chénier, fait la rencontre de Pierre Falardeau, avec qui il partage sur la crise d'Octobre. Falardeau en profite pour écrire le scénario d'Octobre, et du film Le Party, pour lesquelles Francis Simard contribue en racontant son expérience. La complicité entre les deux hommes est telle que Simard participe aux tournages de ces films en conseillant Falardeau. Les films de ce dernier gagnent en crédibilité et en réalisme, s'appuyant sur les faits vécus par Francis Simard.